# Château de Villefort
Le château de Villefort est situé dans la commune de Sainte-Feyre-la-Montagne dans le département de la Creuse et la région Nouvelle-Aquitaine.

## Historique
Ce château datant de la fin du XVIe siècle a été bâti sur l'emplacement d'un château plus ancien.

## Description
Les façades et toitures du château et de la chapelle sont inscrits au titre des monuments historiques par arrêté du 17 mars 1964.

## Photothèque

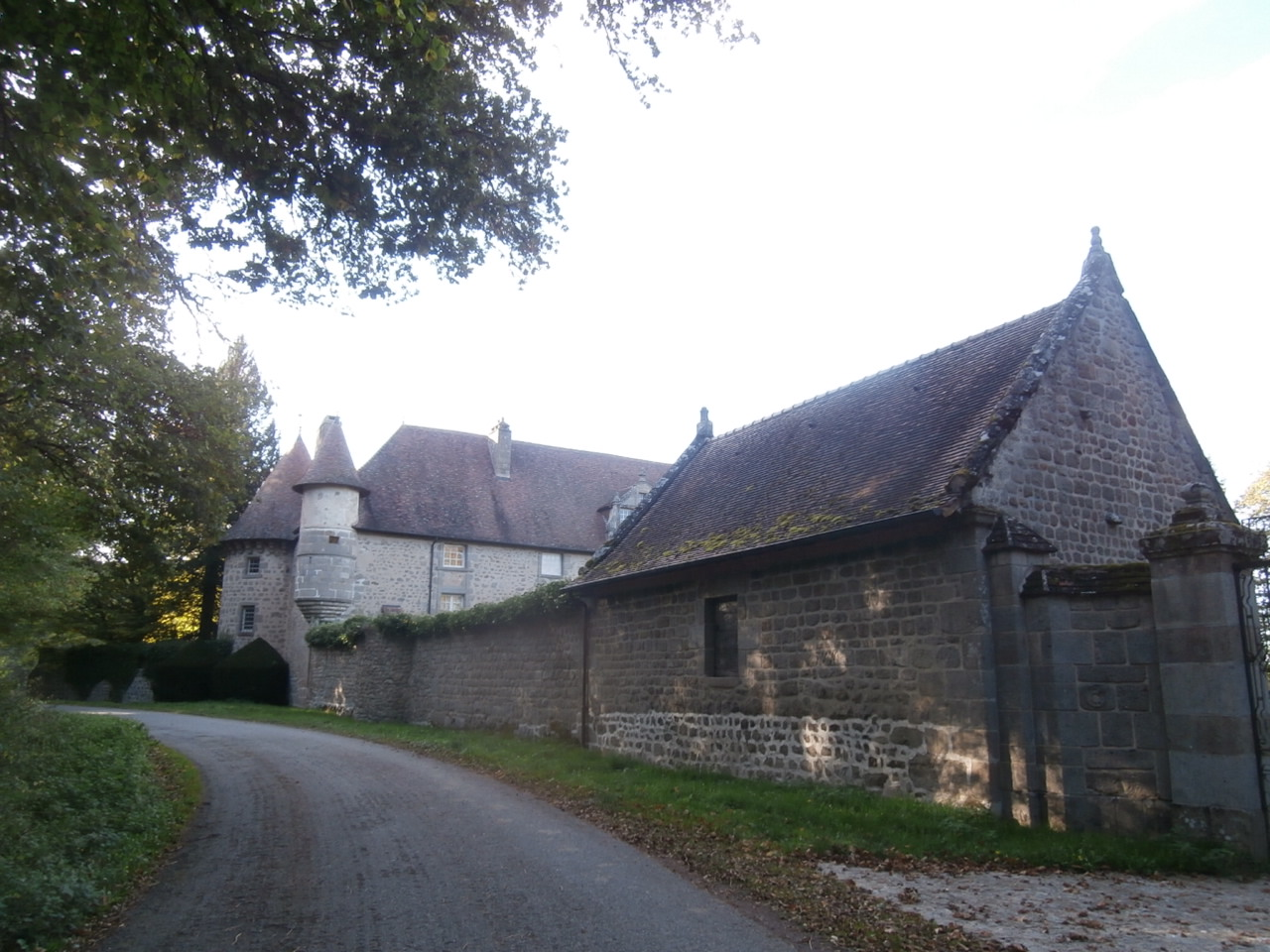
Le château.
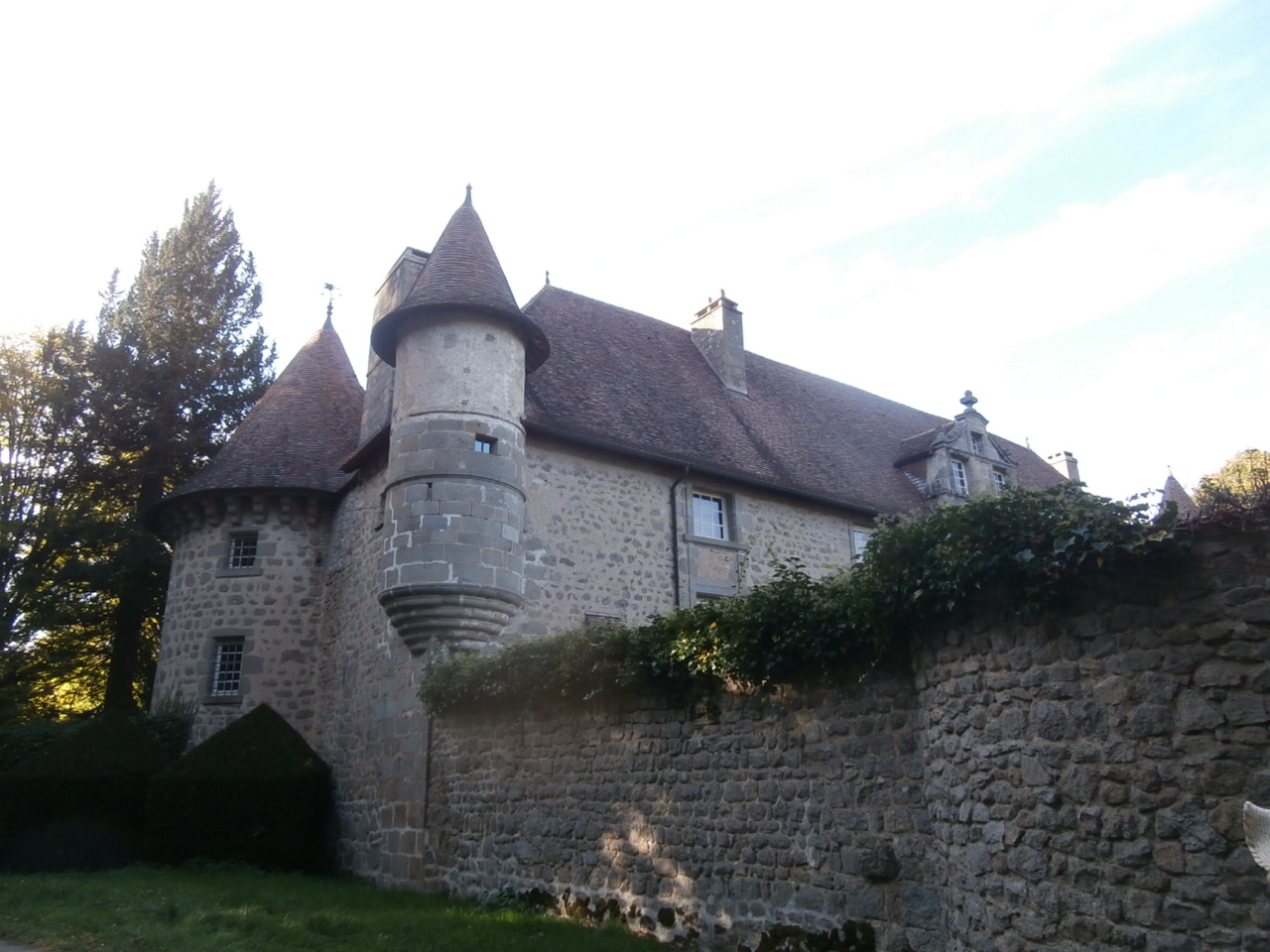
Vue sur le château.